# Новопавловка (Ореховский район)
Новопа́вловка (укр. Новопавлівка) — село,
Новопавловский сельский совет,
Ореховский район,
Запорожская область,
Украина. Протекает река Ореховая.
Код КОАТУУ — 2323984001. Население по переписи 2001 года составляло 741 человек.
Является административным центром Новопавловского сельского совета, в который не входят другие населённые пункты.

## Географическое положение
Село Новопавловка находится на левом берегу реки Конка,
выше по течению на расстоянии в 1 км расположен город Орехов,
ниже по течению на расстоянии в 0,5 км расположено село Юрковка,
на противоположном берегу — село Таврическое.
Река в этом месте извилистая, образует лиманы и старицы.
Рядом проходит железная дорога, станция Платформа 242 км.

## История
- 1879 год — дата основания как село Павловка.

## Экономика
- «Укрлан», ООО.
- «Агроклас», ООО.

## Объекты социальной сферы
- Школа I—II ст.